# Ragna Guderian
Ragna Guderian (* 1971 in Freiburg im Breisgau) ist eine deutsche Schauspielerin und Regisseurin.

## Leben und Wirken
Guderian wuchs in Freiburg im Breisgau auf und studierte von 1990 bis 1995 Germanistik und Geographie an der Universität Freiburg und der Universität Hamburg. Von 1995 bis 1999 wurde sie an der Zürcher Hochschule der Künste zur Schauspielerin ausgebildet. Direkt im Anschluss war sie bis 2002 erste deutsche Moderatorin in der Schweiz für die tägliche Sendung The Movie Club auf Sat1 Schweiz. Es folgte ein Engagement am Nationaltheater Mannheim von 2000 bis 2003 und am Stadttheater Bern von 2003 bis 2008.
Gastengagements seit 2008 führten sie an das Luzerner Theater, Grillo-Theater Essen, Theater Erlangen, Wallgraben Theater Freiburg und an das Schauspielhaus Bochum. Als Regisseurin und Autorin ist sie Gründungsmitglied der Freien Theaterproduktionen Les Etoiles Bern.
Guderian lebt als freischaffende Schauspielerin und Regisseurin für Theater, Film und Funk in der Schweiz und Deutschland.

## Filmografie
Kino
- 2008: Happy New Year, Regie: Christoph Schaub
- 2010: Zu Zweit, Regie: Barbara Kulcsar
- 2014: Hunde Fallen Nicht vom Himmel (HR), Regie: Anya Bade
- 2015: Rider Jack, Regie: This Lüscher

Fernsehen
- 2000/2001: Moderatorin „The Movie Club“ Sat1 Schweiz, Ringier Zürich
- 2010: Verstrickt und Zugenäht, Regie: Walter Weber
- 2010: Der Bulle und das Landei, Regie: Hajo Gies

## Theaterrollen (Auswahl)
- Die Frau von Früher in Die Frau von Früher Roland Schimmelpfennig Regie Barbara Weber Stadttheater Bern
- Toni Buddenbrook in Die Buddenbrooks Regie Barbara Brüesch Stadttheater Bern
- Cecile Damunt in Der Stichtag Thomas Hürlimann Regie Volker Hesse Theater Luzern
- Der alte Mann in 25 Sad Songs Regie Thomas Krupa Schauspiel Essen
- Isabeau de Baviere in Die Heilige Johanna Friedrich Schiller Regie Thomas Krupa Theater Erlangen
- Diverse in Tod eines Handlungsreisenden Arthur Miller Regie Agnese Cornelio Schauspielhaus Bochum